# كارول جوردن
كارول جوردن (بالإنجليزية: Carole Jordan)‏ هي عالمة فلك بريطانية، ولدت في 19 يوليو 1941.